# Sciaenochromis fryeri
Sciaenochromis fryeri là một loài cá thuộc họ Cichlidae. Nó là loài đặc hữu của hồ Malawi, châu Phi.